# Limapuluh Koto
Lima Puluh Kota là một huyện (kabupaten) thuộc tỉnh Tây Sumatra, Indonesia. Huyện lỵ đóng ở Sarilamak. Huyện có diện tích 3354,53 km2, sân số theo điều tra năm 2000 là 312.500 người.

## Các đơn vị hành chính
Huyện gồm có 13 phó huyện hành chính (kecamatan) sau:
- Akabiluru
- Bukik Barisan
- Guguak
- Gunuang Omeh
- Harau
- Kapur IX
- Luak
- Lareh Sago Halaban
- Mungka
- Pangkalan Koto Baru
- Payakumbuh (nghĩa là đầm lầy cỏ trong tiếng Minangkabau)
- Suliki
- Situjuah Limo Nagari